# ハイランド (カリフォルニア州)
ハイランド（Highland）は、アメリカ合衆国カリフォルニア州のサンバーナーディーノ郡にある都市。人口は5万6999人（2020年）。郡庁所在地サンバーナーディーノに隣接している郊外都市である。

## 概要
市の西部は古くからの住宅地であり、低所得の住民が多い。東部は近年開発された住宅地で、高所得の住民が多い。

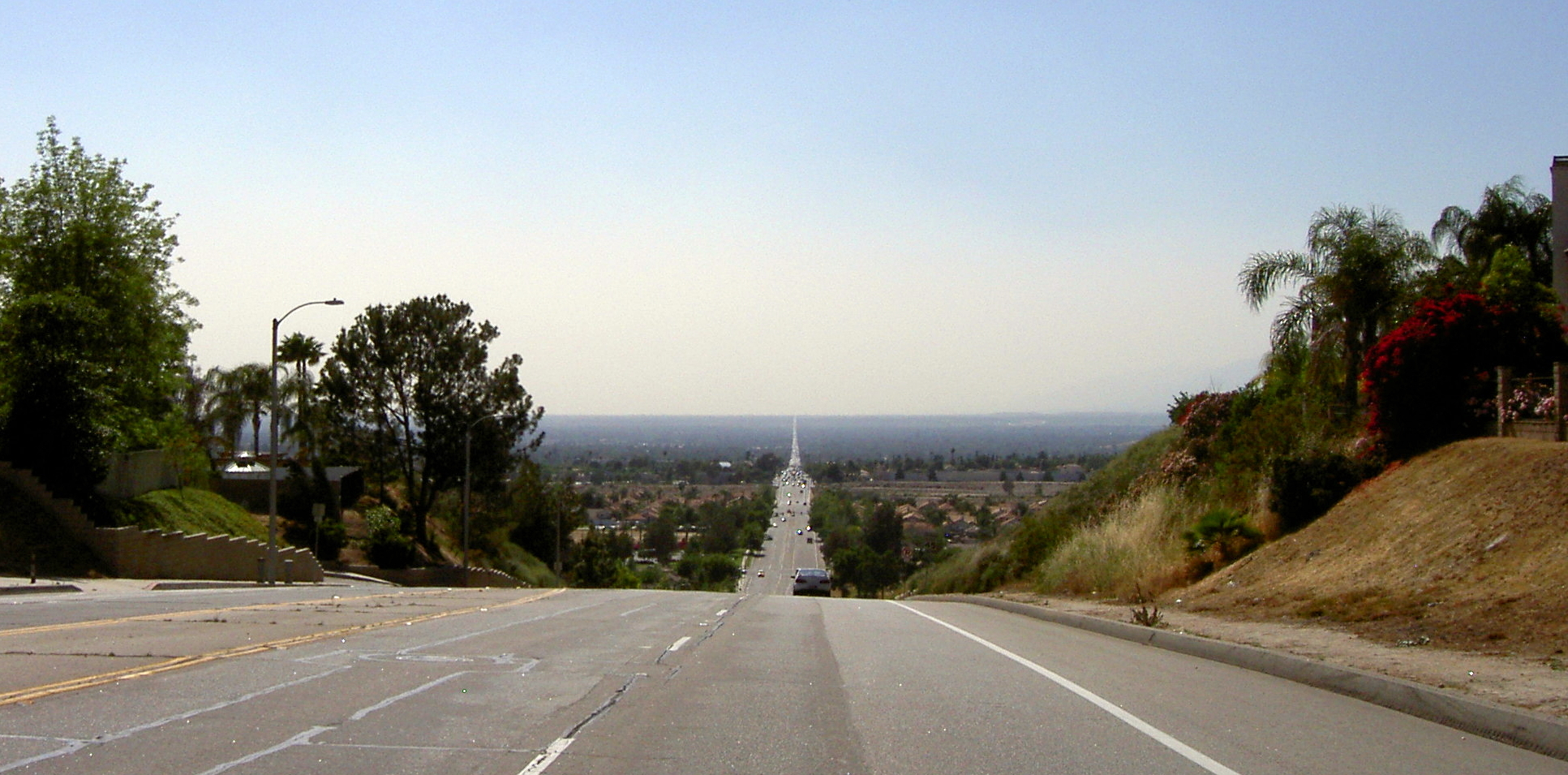
ベースライン・ロード